# Studio One

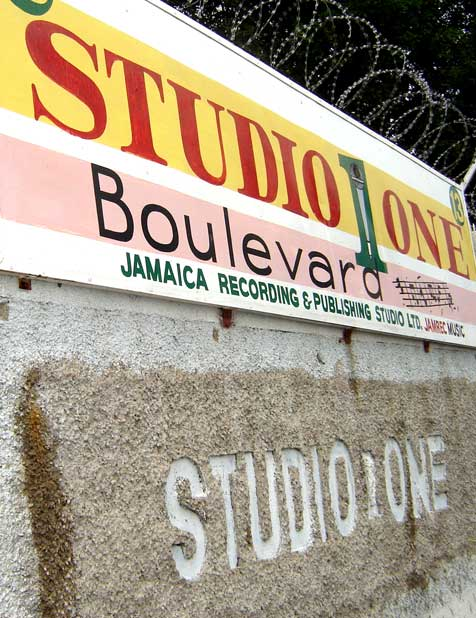
Studio One

Studio One is een van de bekendste platenlabels en opnamestudio’s van Jamaica. Bijna iedere Jamaicaanse reggae-artiest heeft weleens voor Studio One gewerkt.

## Geschiedenis
Studio One werd in 1954 opgericht door Clement "Coxsone" Dodd. Dodd had eerder muziek geproduceerd voor andere labels als World Disc en was eigenaar van Downbeat, een van de grootste en beste Soundsystems uit de getto's van Kingston. De eerste jaren werden de platen opgenomen en geperst in de Federal Studio's, maar in 1963 opende Dodd zijn eigen studio aan de Brentford Road in Kingston. In 1965 werd Studio One uitgerust met een tweesporig opnameapparaat, destijds een sensatie voor een kleine studio in Jamaica. Een paar jaar later konden er zelfs achtsporenopnames gemaakt worden.
Studio One was zeer belangrijk voor de grote bewegingen van de Jamaicaanse muziek van de jaren zestig en zeventig: ska, rocksteady, dancehall en reggae. De studio produceerde platen voor artiesten als The Wailers  (met Bob Marley en Peter Tosh), Johnny Osbourne, Lee Perry, Burning Spear, Toots and The Maytals, The Skatalites, John Holt, Horace Andy en Ken Boothe, en had daarmee een groot aandeel in de carrières van deze muzikanten.
In de jaren tachtig sloot Dodd de Studio One in Kingston gedeeltelijk en verhuisde het naar New York. Coxsone Dodd werd vlak voor zijn dood in 2004 geëerd voor zijn belangrijke werk toen de Brentford Road werd omgedoopt in Studio One Boulevard.